# Imperial Policing
Beim Imperial Policing (Reichsüberwachung) handelt es sich um eine in den 1920er Jahren in Großbritannien von Generalmajor Sir Charles William Gwynn entwickelte Methode der Aufstandsbekämpfung unter Verwendung von Luftstreitkräften, die 1934 durch sein Werk Imperial Policing offiziell als Doktrin anerkannt wurde.

## Historische Hintergründe
Die Idee, Luftstreitkräfte im Krieg einzusetzen, ist beinahe so alt wie die etablierte Luftfahrt selbst. Daher rief H. G. Wells Werk The War in the Air seinerzeit derartiges Aufsehen hervor, dass es als fiktionales Werk 1909 auch von der deutschen Militär-Literatur-Zeitung rezensiert wurde, obwohl sich diese Zeitschrift sonst ausnahmslos mit Fachliteratur auseinandersetzte. Bereits 1910 stellte die Deutsche Kolonialzeitung fest:
Ohne Zweifel ist es möglich, mit Hilfe der flugtechnischen Fortschritte in fernen und weiten Kolonialgebieten die Ueberwachung zu verschärfen und auch in entlegenen Gegenden die Gewalt des Mutterlandes sichtbar und überraschend zu zeigen.
Der erste nachweisbare Kampfeinsatz von Flugzeugen fand 1911/12 im Italienisch-türkischen Krieg statt, als italienische Flieger in die Bodenkämpfe im damals zum Osmanischen Reich gehörenden Libyen eingriffen. Auch im Mexikanischen Bürgerkrieg kam es 1913 zum Einsatz von Fliegerstreitkräften auf beiden Seiten der Bürgerkriegsparteien, wobei auch Zivilisten getroffen wurden, wie der deutsche Kapitän zur See Karl von Schönberg am 6. Mai 1914 in der nordwestmexikanischen Stadt Mazatlán beobachtete:
Heute morgen um 9 Uhr kam der Doppeldecker über die Stadt geflogen und warf 3 Bomben, eine davon traf in eine Schule: viele harmlose Leute, besonders Kinder, sind tot oder furchtbar verwundet; alle Türen und Fenster der Umgebung sind eingedrückt.
Bereits 1913 gewann der damalige Kommandeur der deutschen Schutztruppen, Generalmajor Franz Georg von Glasenapp, Leutnant Alexander von Scheele als Flieger für die Schutztruppe der Kolonie Deutsch-Südwestafrika. Scheele wurde daraufhin zur Schutztruppe versetzt und flog 1914/15 während des Ersten Weltkriegs Einsätze gegen südafrikanische Truppen, die in die Kolonie einmarschiert waren.

## Imperial Policingin der Zwischenkriegszeit: Somalia und der Irak
Im Ersten Weltkrieg wurde von allen Kriegsparteien der so genannte Schlachtflieger entwickelt, der mit Maschinengewehren und leichten Bomben ausgerüstet, direkt in die Bodenkämpfe eingreifen konnte. Diese neue Technik wurde auch unmittelbar nach dem Ende des Ersten Weltkriegs von der Royal Air Force (RAF) in Somalia eingesetzt. Dort hatte seit der Jahrhundertwende Mohammed Abdullah Hassan (ca. 1867–23. November 1920), von den Engländern The Mad Mullah und in der deutschen Presse analog „Der Tolle Mullah“ genannt, zahlreiche britische Expeditionen zur Eroberung des Gebiets mit einer Guerillataktik abgewehrt. Da dem Colonial Office die Kosten für ein großes Expeditionskorps zu hoch waren, wurde die Entsendung von acht Flugzeugen genehmigt, die auf dem Flugzeugträger Ark Royal transportiert wurden. Die so genannte Z-Staffel traf im Dezember 1919 in Somalia ein. Sie benötigte ganze fünf Tage, um Abdullahs Streitkräfte, die sich in starken Forts verschanzt hatten, zu demoralisieren und zur Flucht zu veranlassen. Auch Abdullah floh nach Abessinien, wo er am 23. November 1920 eines natürlichen Todes starb. Seine Aufgabe der Guerillataktik und die Hinwendung zu einem konventionellen Festungsbau hatten ihn paradoxerweise für die neue Waffe anfällig gemacht.
Vor allem im Irak, das nach dem Ersten Weltkrieg als ehemalige osmanische Provinz nun ein britisches Protektorat war und wo es schon 1920 zu einem massiven Aufstand gekommen war, setzte das Empire massive Luftstreitkräfte zur Niederschlagung von Aufständen ein. In der Ausgabe Nr. 12 des Jahrgangs 1931/32 der führenden deutschen Militärfachzeitschrift der Zwischenkriegszeit, dem Militär-Wochenblatt, erschien der Artikel Luftstreitkräfte in Kolonialgebieten, der sich eingehend mit der Verwendung von Luftstreitkräften beschäftigte. So waren in einigen britischen Kolonial- bzw. Mandatsgebieten sogar Heer, Marine und Polizei der RAF unterstellt gewesen. Es hatte sich aber sowohl im Irak, in Palästina und Afghanistan herausgestellt, dass der Einsatz von Luftstreitkräften allein nicht genügte, um Aufstände dauerhaft niederzuwerfen, sondern nur der massive Einsatz von Bodentruppen.
Auch die USA setzten in den so genannten Banana Wars in Haiti, der Dominikanischen Republik und Nicaragua Luftstreitkräfte zur Niederschlagung von Aufständischen ein, doch dienten diese nur der Unterstützung der Bodentruppen des United States Marine Corps. Sowohl Frankreich als auch Spanien setzten Luftstreitkräfte 1921 bis 1926 im Rif-Krieg in Marokko ein, wobei die spanischen Flieger auch Giftgas einsetzten und Dörfer, Viehherden und Anbauflächen bombardierten.
Das Imperial Policing weist große Ähnlichkeit mit der Luftkriegstheorie des italienischen Generals Giulio Douhet auf. Die britische Doktrin bezog sich aber ausschließlich auf asymmetrische Gegner, also Aufständische in Kolonialgebieten, die über keinerlei Abwehrmöglichkeiten von Fliegern verfügten.
Seit dem Ende des so genannten Kalten Kriegs 1990 wird die Methode des Imperial Policing verstärkt in den so genannten „Neuen Kriegen“ angewandt bis hin zum Einsatz so genannter Drohnen, bei denen es sich praktisch um fliegende Kampfroboter handelt. Die Hintergründe für den Einsatz sind die gleichen wie in den 1920er Jahren. Sollten seinerzeit eigene Verluste vermieden werden, um die nach dem Ersten Weltkrieg kriegsmüde Bevölkerung nicht zu beunruhigen, befürchten die Regierungen intervenierender Staaten, z. B. in Afghanistan oder dem Irak, Rückkopplungen mit der öffentlichen Meinung im Entsendestaat, die zu einer Forderung nach dem Abzug aus dem Interventionsgebiet führen könnten.